# Charles Henry Gimingham
Charles Henry Gimingham (* 28. April 1923 in Harpenden, Hertfordshire; † 19. Juni 2018 in Milltimber) war ein britischer Botaniker und, in der Nachfolge von Paul Egerton Weatherley, ab dem 1. Oktober 1981 Regius Professor of Botany an der University of Aberdeen.

## Leben

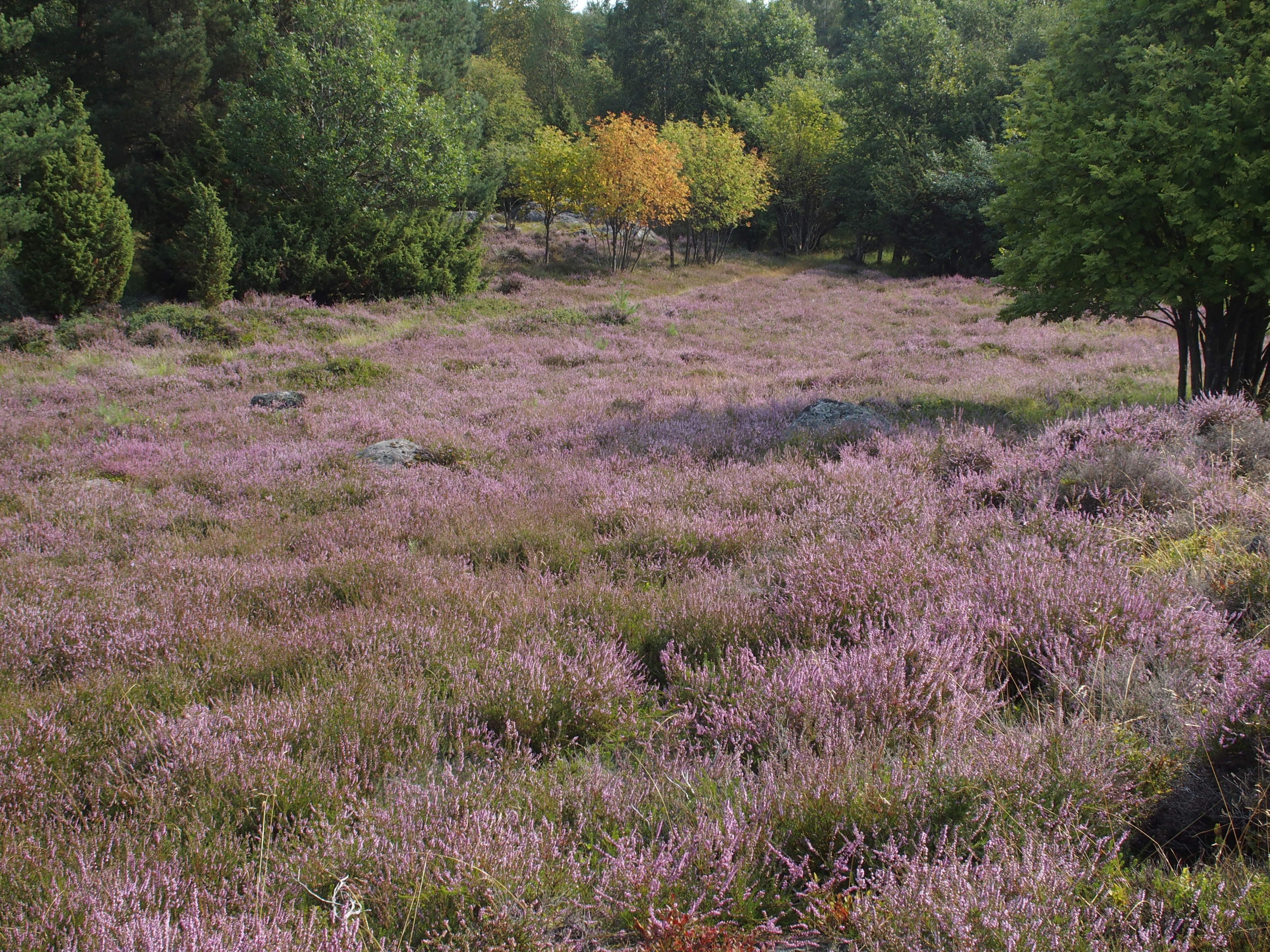
Heidelandschaft mit Besenheide – Passion eines Ökologen

Gimingham war Sohn von Muriel Blake und Conrad Gimingham. Sein Vater war Insektenforscher und Leiter eines Labors für Phytopathologie des Landwirtschaftsministeriums in Harpenden. Er besuchte die Gresham’s School in Holt, Norfolk und dann mit einem Stipendium das Emmanuel College der University of Cambridge. Er schloss sein Studium 1944 mit Auszeichnung (B.A.) ab und arbeitete dann ein Jahr als Forschungsassistent am Imperial College London, bevor er 1946 nach Aberdeen wechselte, wo er 1948 promovierte (Ph.D). 1977 folgte noch ein D.Sc. der University of Cambridge.
In Aberdeen durchlief er die Stationen einer britischen Universitätskarriere als Forschungsassistent, dann Lecturer und schließlich ab 1969 als Professor für Botanik bis 1988. Er war maßgeblich an der Einrichtung eines Master-Studiengangs für Ökologie beteiligt. Er wurde zu einem Experten für Heidelandschaften, ein Bereich, in dem er zu den führenden Forschern der Welt gezählt wurde. Darüber hinaus wurde er zu einem überzeugten Umweltschützer. 1981 wurde er zum Regius Professor berufen und hielt diese Professur bis zu seiner Emeritierung 1988. Giminghams Ecology of Heathenlands wurde ein Standardtext an Universitäten.
Gimigham hatte schon sehr früh in seiner Karriere Bewirtschaftungsprogramme für das Gebiet Muir of Dinnet nahe Dinnet und Balmoral Castle entwickelt und erforscht. Schon 1950 wurde das Gebiet als eines der ersten National Nature Reserves vorgeschlagen und 1977 schließlich unter Schutz gestellt. Gimigham deckte die Bedeutung von Feuer, Beweidung und anderer natürlicher Prozesse in der Erhaltung von Moor- und Heidelandschaften auf. Der von Gimingham entwickelte Bewirtschaftungszyklus im Muir of Dinnet dauert dabei 16 Jahre und ist auch heute noch die Grundlage für die Erhaltung des unter Naturschutz stehenden Gebiets. Die von ihm beschriebenen Praktiken erhielten in Großbritannien als The Muirburn Code (2017) sogar Gesetzesrang.
Während seiner langen Karriere in Aberdeen verbrachte Gimingham sechs Monate mit Reisen durch Moorlandschaften in Norwegen, Schweden, Dänemark, Norddeutschland und den Niederlanden und wirkte bei einem Treffen verschiedener europäischer Gesellschaften an der Gründung einer europäischen Bewegung zum Schutz der Heidelandschaften mit.  Als Gimingham seine Arbeit aufnahm, galten Feuchtgebiete und Heiden nicht als bedroht. Es gab viele solcher Landschaften in Großbritannien und in Mitteleuropa. Nach 50 Jahren eines Wissenschaftlerlebens zeigte sich aber, dass viele dieser Landschaften durch schlechte Nutzung, Umweltverschmutzung und andere Faktoren verschwunden waren.
Gimingham engagierte sich aktiv für den Umweltschutz, war Präsident der British Ecological Society (1986–87) und des Heather Trust (2004–07) und bemühte sich, die ökologischen Zusammenhänge der Öffentlichkeit und Politikern zu vermitteln. Gimingham war ein starker Befürworter des Cairngorms-Nationalparks, in dessen Förderverein er bis zu seinem Lebensende blieb.
Neben seiner eigenen Arbeit war Gimingham auch als Redakteur für das Journal of Ecology tätig und wirkte in verschiedenen Expertenkommissionen zur Landschaftsnutzung und -gestaltung in Schottland.
1948 heiratete Gimingham Elizabeth Caroline Baird. Seine Frau und ihre drei Töchter, Alison, Anne und Clare überlebten ihn.

## Ehrungen
1961 war Gimingham zum Fellow der Royal Society of Edinburgh ernannt worden, 1967 wurde er auch Fellow der Royal Society of Biology. 1990 wurde er Officer of the British Empire. 2008 zeichnete ihn das Institute of Ecology and Environmental Management mit der IEEM-Medaille aus.

## Bibliografie

### Bücher
- 1972: Ecology of Heathlands
- 1975: An Introduction to Heathland Ecology
- 1992: The Lowland Heathland Management Handbook
- 2002: The Ecology, Land Use and Conservation of the Cairngorms

### Kapitel
- 1979: C. H. Gimingham, S. B. Chapman, und N. R. Webb, European heathlands. In: R. L., Specht (ed.), Heathlands and related shrublands, A. Descriptive studies. Elsevier Sc. Publ. Comp., Amsterdam, p. 365–413.

### Artikel
- 1960: C. H. Gimingham, Biological flora of the British Isles. Calluna vulgaris (L.) Hull. J. Ecol. 48: 455–483.
- 1960: C. H. Gimingham, Calluna vulgaris („Besenheide“), in J. Ecol
- 1969: P. Barclay-Estrup und C. H. Gimingham, The description and interpretation of cyclical processes in a heath community. I. Vegetation change in relation to the Calluna cycle. J. Ecol. 57: 737–758.
- 1989: Heather and heathlands in Botanical Journal, Vol. 101, Issue3